# Official Development Assistance
Die Official Development Assistance (kurz ODA) oder Öffentliche Entwicklungszusammenarbeit umfasst die Bereitstellung finanzieller (FZ), technischer (TZ) und personeller Leistungen (PZ) im Rahmen der öffentlichen Entwicklungszusammenarbeit nach der Definition des Development Assistance Committee (DAC), Teil der Organisation für wirtschaftliche Zusammenarbeit und Entwicklung (OECD).

## Definition
Die Official Development Assistance ist als Zuwendung in Form von Zuschüssen und Darlehen an die Entwicklungsländer der sog. DAC-Liste definiert, die:
- vom öffentlichen Sektor vergeben werden;
- in erster Linie der Förderung der wirtschaftlichen Entwicklung und der Verbesserung der Lebensbedingungen dienen; und
- mit vergünstigten Konditionen ausgestattet sind, was im Falle von Darlehen bedeutet, dass diese Mittel ein Zuschusselement von mindestens 25 % (lieferungebundene Finanzierungen) aufweisen müssen.

Diese Definition wurde 1972 vom Development Assistance Committee entwickelt und ist bis heute größtenteils unverändert. Allerdings wurden in den folgenden Jahren weitere Kosten als Official Development Assistance anerkannt. So seit 1979 Verwaltungskosten des Geberlandes, ab 1984 Kosten für Studienplätze von Studenten des Empfängerlandes im Geberland und ab den 1980er Jahren Kosten für Flüchtlinge im ersten Jahr ihres Aufenthaltes. Letztere Möglichkeit wurde erst seit 1991 in größerem Umfang genutzt. Auch der Erlass von Schulden kann als Official Development Assistance anerkannt werden. Der Erlass von Darlehen für militärische Zwecke wurde auf Initiative der USA von 1990 bis 1992 anerkannt, danach aber zu den sonstigen öffentlichen Leistungen gezählt.

## Statistik
Die OECD veröffentlicht jährlich Statistiken, in denen das Finanzvolumen der Official Development Assistance eines Landes in Prozent des Bruttonationaleinkommens (BNE) ausgewiesen wird. Seit 2003 umfassen die ODA auch neue Aktivitäten der Friedenssicherung und Sicherheit sowie gewisse Schuldenstreichungen für Entwicklungsländer.
| Land                   | ODA 2020 (Mrd. US-$) | Anteil am BNE (%) |
| ---------------------- | -------------------- | ----------------- |
| Australien             | 2,56                 | 0,19              |
| Belgien                | 2,34                 | 0,47              |
| Dänemark               | 2,64                 | 0,73              |
| Deutschland            | 28,89                | 0,73              |
| Europäische Union      | 24,04                |                   |
| Finnland               | 1,28                 | 0,47              |
| Frankreich             | 15,83                | 0,53              |
| Griechenland           | 0,24                 | 0,13              |
| Irland                 | 0,97                 | 0,31              |
| Island                 | 0,06                 | 0,29              |
| Italien                | 4,35                 | 0,22              |
| Japan                  | 13,66                | 0,31              |
| Kanada                 | 4,90                 | 0,31              |
| Luxemburg              | 0,45                 | 1,02              |
| Neuseeland             | 0,53                 | 0,27              |
| Niederlande            | 5,36                 | 0,59              |
| Norwegen               | 4,20                 | 1,11              |
| Österreich             | 1,32                 | 0,29              |
| Polen                  | 0,79                 | 0,14              |
| Portugal               | 0,36                 | 0,17              |
| Slowakei               | 0,14                 | 0,14              |
| Slowenien              | 0,09                 | 0,17              |
| Schweden               | 6,26                 | 1,14              |
| Schweiz                | 3,72                 | 0,48              |
| Spanien                | 2,72                 | 0,24              |
| Südkorea               | 2,29                 | 0,14              |
| Tschechien             | 0,30                 | 0,13              |
| Ungarn                 | 0,41                 | 0,27              |
| Vereinigtes Königreich | 19,25                | 0,70              |
| Vereinigte Staaten     | 35,12                | 0,17              |

Zusammen leisteten die DAC 2020 eine ODA in Höhe von 161 Mrd. US-$, was 0,32 % des BNE aller DAC entspricht.
Das bereits 1970 vor der UN-Vollversammlung formulierte Versprechen der Industriestaaten, mindestens 0,7 % des BNE für Entwicklungshilfe aufzuwenden, wird nur von fünf Staaten eingehalten.